# Máquina de cartão

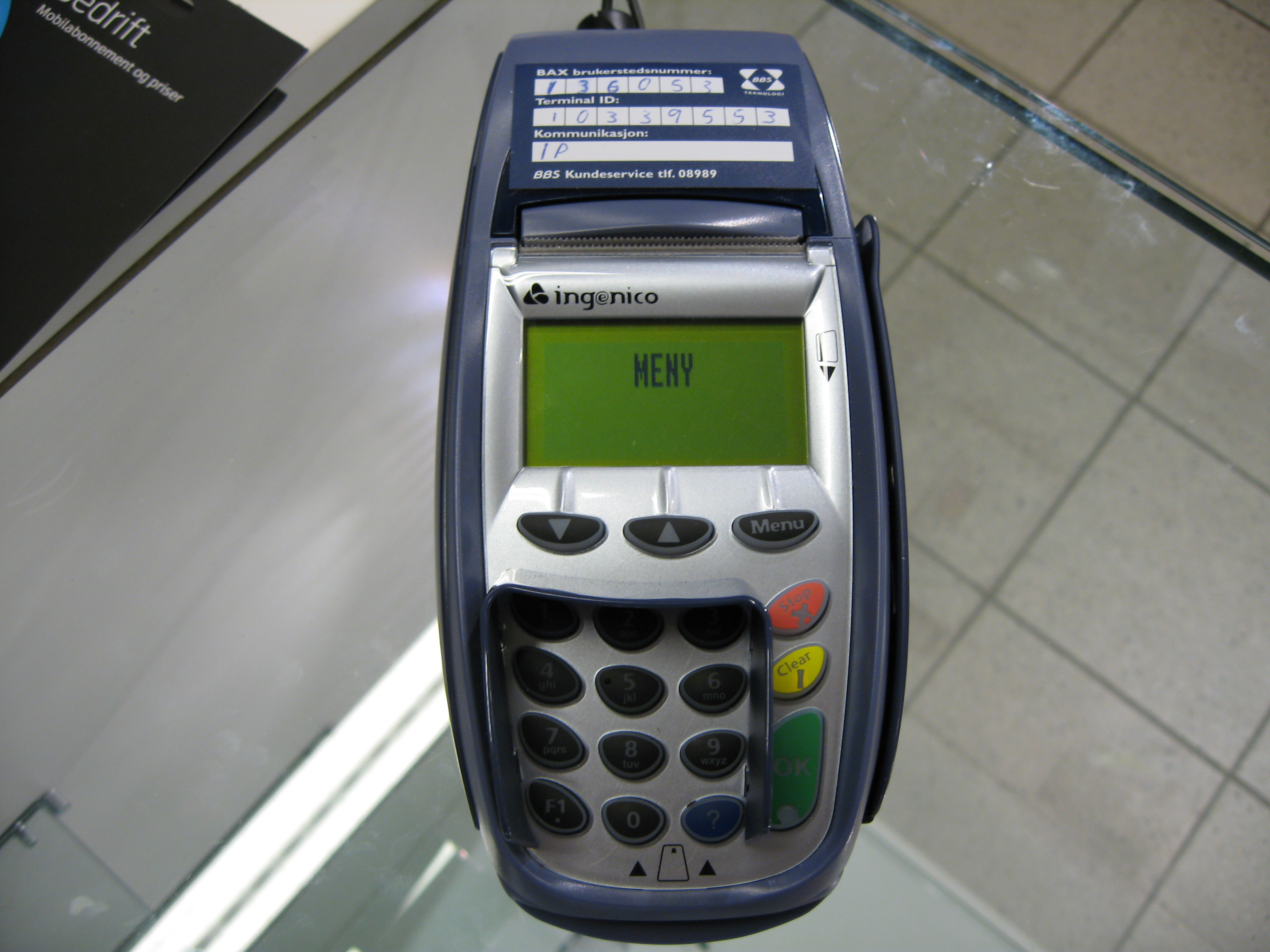

Uma máquina de cartão (português brasileiro) ou terminal de pagamento automático (português europeu), chamada popularmente no Brasil de maquininha e simplesmente de TPA em Portugal, é um terminal de processamento de dados de cartões de crédito, que em inglês recebe o nome de terminal PDQ (Process Data Quickly). A transmissão dos dados em tal dispositivo pode ser feita através de conexão à internet com fio ou sem fio, bem como através de cartões SIM e Bluetooth.